# Mercantile Discount Bank
Mercantile Discount Bank (hebrejsky: בנק מרכנתיל דיסקונט, Bank mercantil diskont, doslova Obchodní diskontní banka, nebo jen Mercantile, מרכנתיל, Merkantil) je izraelská banka, kterou ovládá Israel Discount Bank.

## Popis
Byla založena roku 1971 jako společný projekt banky Barclays a Israel Discount Bank pod jménem Barclay's Discount Bank. Převzala zároveň izraelské pobočky Barclays, které tu působily již od roku 1918. V roce 1993 Israel Discount Bank získala plnou kontrolu nad tímto ústavem a dala mu nynější jméno. Má víc než 70 poboček.
Podle dat z roku 2010 byla Mercantile Discount Bank sedmým největším bankovním ústavem v Izraeli podle výše celkových aktiv. Ovšem není považována za majetkově samostatného hráče na trhu a patří do skupiny Israel Discount Bank, která je třetí největší izraelskou bankou.